# L’Étrat
L’Étrat – miejscowość i gmina we Francji, w regionie Owernia-Rodan-Alpy, w departamencie Loara.
Według danych na rok 1990 gminę zamieszkiwały 2524 osoby, a gęstość zaludnienia wynosiła 298 osób/km² (wśród 2880 gmin regionu Rodan-Alpy L’Étrat plasuje się na 353. miejscu pod względem liczby ludności, natomiast pod względem powierzchni na miejscu 1244.).